# Майка-героиня
Майка-героиня е шестото от 10 почетни звания в наградната система на НРБ.

## Статут
Учредено е с указ на Президиума на I обикновено народно събрание на 13 декември 1950 г., като до 9 юни 1952 г. носи името „Майчинска слава“. Промяната на първоначалното название е продиктувана от учредяването на орден „Майчинска слава“ в 3 степени, който е различен по статут от почетното звание.
Първоначално се присъжда от Президиума на Народното събрание а след 1971 г. от Държавния съвет на НРБ на български граждани-жени, родили и отгледали 10 и повече деца. На всички жени, удостоени с почетното звание, се връчва знакът на званието грамота от Държавния съвет на НРБ и първа степен на орден „Майчинска слава“. С протокол „А“ 131, на Политбюро на ЦК на БКП от 21 август 1952 г. е взето решение „да не се награждават с почетното звание „Майка-героиня“ както и с орден „Майчинска слава“ многодетни майки които имат в семеиството си врагове на народната власт“.

## Описание
Знакът на званието има форма на релефна петолъчна звезда и се изработва от злато 14 карата. Звездата е захваната посредством халка за метална колодка на която е изписано / МАЙКА ГЕРОИНЯ / а от двете страни на надписа има лаврови клонки. Изработва се в Държавен монетен двор.
От 13 декември 1950 г. до 21 март 1991 г., когато с промяната на указ 1094 от VII велико народно събрание наградната система на НРБ е съществено изменена, с почетното званието „Майка Героиня“ са удостоени 1116 жени.